# Olympique Gymnaste Club de Nice 1978-1979
Questa voce raccoglie le informazioni riguardanti l'Olympique Gymnaste Club de Nice nelle competizioni ufficiali della stagione 1978-1979.

## Stagione
Con un centrocampo indebolito dalla cessione di elementi fondamentali come Roger Jouve e Jean-Noël Huck, il Nizza incontrò delle difficoltà durante il girone di andata, riportando alcune pesanti sconfitte come il 6-1 casalingo contro il Monaco dell'8 settembre, concludendo all'ultimo posto in solitaria. Dopo l'esonero dell'allenatore Ferry Koczur e l'avvento di Albert Batteux in gennaio la squadra migliorò il proprio rendimento, totalizzando 21 punti nel girone di ritorno e mettendosi al riparo con una giornata di anticipo da ogni possibilità di retrocedere. In Coppa di Francia il Nizza superò due turni per poi venir eliminato agli ottavi dal Nantes, che vinse entrambi i confronti con il risultato di 2-1 .

## Maglie e sponsor
Lo sponsor tecnico per la stagione 1978-1979 è Le Coq Sportif, lo sponsor ufficiale è JVC Hi-Fi TV. In alcune occasioni, la divisa per le gare interne può includere dei calzoncini bianchi e dei calzettoni rossi.
| Manica sinistra · Manica sinistra · Maglietta · Maglietta · Manica destra · Manica destra · Pantaloncini · Calzettoni | Manica sinistra · Manica sinistra · Maglietta · Maglietta · Manica destra · Manica destra · Pantaloncini · Calzettoni | Manica sinistra · Manica sinistra · Maglietta · Maglietta · Manica destra · Manica destra · Pantaloncini · Calzettoni |  |

## Organigramma societario
Area direttiva
- Presidente: Roger Loeuillet

Area organizzativa
- Segretario generale: René Matteudi

Area tecnica
- Allenatore: Ferry Koczur, da gennaio Albert Batteux

Area sanitaria
- Massaggiatore: Christian Gal

## Rosa
| N. |                       | Ruolo | Calciatore          |
| -- | --------------------- | ----- | ------------------- |
|    | Francia (bandiera)    | P     | Georges Jacomo      |
|    | Francia (bandiera)    | P     | Christian Peyron    |
|    | Francia (bandiera)    | D     | Maurice Arouh       |
|    | Uruguay (bandiera)    | D     | Juan Pedro Ascery   |
|    | Francia (bandiera)    | D     | Georges Barelli     |
|    | Francia (bandiera)    | D     | Robert Barraja      |
|    | Francia (bandiera)    | D     | Christian Cappadona |
|    | Francia (bandiera)    | D     | Baptiste Gentili    |
|    | Francia (bandiera)    | D     | André Guesdon       |
|    | Jugoslavia (bandiera) | D     | Josip Katalinski    |
|    | Francia (bandiera)    | D     | Dominique Morabito  |
|    | Francia (bandiera)    | D     | Joël Muller         |
|    | Francia (bandiera)    | D     | Daniel Nicoud       |
|    | Francia (bandiera)    | D     | Michel Pigal        |

| N. |                       | Ruolo | Calciatore                   |
| -- | --------------------- | ----- | ---------------------------- |
|    | Francia (bandiera)    | D     | Henri Zambelli               |
|    | Francia (bandiera)    | C     | René Bocchi                  |
|    | Francia (bandiera)    | C     | Farès Bousdira               |
|    | Francia (bandiera)    | C     | Jean-Marc Guillou (capitano) |
|    | Francia (bandiera)    | C     | Gilbert Joël Jouve           |
|    | Francia (bandiera)    | C     | Thierry Massa                |
|    | Francia (bandiera)    | C     | Jean-Claude Rolant           |
|    | Jugoslavia (bandiera) | A     | Nenad Bjeković               |
|    | Francia (bandiera)    | A     | Gérard Buscher               |
|    | Francia (bandiera)    | A     | Bernard Castellani           |
|    | Francia (bandiera)    | A     | Jean-Marc Cohen              |
|    | Francia (bandiera)    | A     | Yves Mariot                  |
|    | Francia (bandiera)    | A     | Daniel Sanchez               |

## Statistiche

### Andamento in campionato
| Giornata  | 1 | 2 | 3 | 4  | 5  | 6  | 7  | 8  | 9  | 10 | 11 | 12 | 13 | 14 | 15 | 16 | 17 | 18 | 19 | 20 | 21 | 22 | 23 | 24 | 25 | 26 | 27 | 28 | 29 | 30 | 31 | 32 | 33 | 34 | 35 | 36 | 37 | 38 |
| --------- | - | - | - | -- | -- | -- | -- | -- | -- | -- | -- | -- | -- | -- | -- | -- | -- | -- | -- | -- | -- | -- | -- | -- | -- | -- | -- | -- | -- | -- | -- | -- | -- | -- | -- | -- | -- | -- |
| Luogo     | C | T | C | T  | C  | T  | C  | T  | C  | T  | C  | T  | C  | T  | C  | T  | C  | T  | T  | C  | T  | C  | T  | C  | T  | C  | T  | C  | T  | C  | T  | C  | T  | C  | T  | C  | C  | T  |
| Risultato | V | P | V | P  | P  | P  | P  | P  | V  | P  | N  | N  | P  | P  | V  | P  | N  | P  | P  | V  | N  | N  | V  | N  | N  | V  | V  | P  | V  | P  | N  | N  | P  | V  | P  | N  | V  | N  |
| Posizione | 1 | 8 | 3 | 12 | 12 | 16 | 20 | 20 | 18 | 19 | 20 | 19 | 18 | 20 | 18 | 19 | 19 | 20 | 20 | 19 | 19 | 19 | 19 | 18 | 18 | 17 | 15 | 16 | 17 | 17 | 17 | 17 | 17 | 16 | 16 | 16 | 15 | 15 |

Fonte:  France » Ligue 1 1978/1979 » Schedule, su worldfootball.net.
Legenda:

Luogo: C = Casa; T = Trasferta. Risultato: V = Vittoria; N = Pareggio; P = Sconfitta.